# الشقيقتان غريمكي
كانت الشقيقتان غريمكي وهما سارة مور غريمكي (1792-1873) وأنجيلينا إميلي غريمكي (1805-1879)، من بين أولى النساء الأمريكيات الداعيات لإلغاء العبودية والدفاع عن حقوق المرأة. وكانتا كاتبتين وخطيبتين ومعلمتين. نشأت الأختان في أسرة مالكة للعبيد في جنوب الولايات المتحدة، لكنهما انتقلتا إلى الشمال في عشرينيات القرن التاسع عشر، واستقرتا لفترة من الزمن في فيلادلفيا وأصبحتا جزءًا من فرقة الكويكرز. أصبحت الشقيقتان أكثر انخراطًا في حركة إلغاء العبودية، وسافرتا كثيرًا لحضور المحاضرات المُختصة بهذه القضية ورواية تجاربهما المباشرة مع العبودية في مزرعة أسرتهما. تعد الأختان من بين أول النساء الأمريكيات اللواتي ينشطن علانية في حركات الإصلاح الاجتماعي لمحاولة إلغاء الرق، ما جعلهما عرضة للسخرية. أصبحتا ناشطتان في حركة حقوق المرأة في سن مبكرة، وساعدهما ذلك في إنشاء مدرسة خاصة في نهاية المطاف.
عند علمهما بامتلاك شقيقهما الراحل ثلاثة أبناء من أعراق مختلطة، ساعدتا الأولاد في الحصول على تعليم جيد في شمال البلاد. بقي أرشيبالد وفرانسيس جريمكي في الشمال، وأصبح فرانسيس واعظًا مشيخيًا، لكن شقيقهما الأصغر جون عاد إلى الجنوب.

## النشأة والتعليم
كان القاضي جون فوشيرود غريمكي، والد الشقيقتان غريمكي، مدافعًا قويًا عن العبودية وتبعية المرأة. كان والدهما مزارعًا ثريًا، وكان يمتلك مئات من العبيد، وقد أنجب 14 طفلًا مع زوجته وبينهم ثلاثة ماتوا في سن الطفولة. شغل غريمكي منصب رئيس قضاة المحكمة العليا في كارولينا الجنوبية. كانت سارة الطفل السادس وأنجلينا الطفل الثالث عشر. قالت سارة إنها حاولت الهرب من المنزل والصعود على متن سفينة بخارية للهرب من مشاهد العبودية، وذلك بعد رؤيتها في سن الخامسة عبدًا يُجلد. انتهكت في وقتٍ لاحق قانون العبودية وعلمت عبدها الشخصي القراءة.
أرادت سارة أن تصبح محامية وتتبع خطوات والدها. درست الكتب الموجودة في مكتبة والدها باستمرار، فدرست الجغرافيا والتاريخ والرياضيات، لكن لم يسمح لها والدها بتعلم اللغة اللاتينية، أو الذهاب إلى الكلية مع شقيقها توماس، الذي كان يدرس في كلية الحقوق بجامعة ييل. ومع ذلك، قدّر والدها ذكاءها الشديد، وأخبرها أنها لو كانت رجلًا لكانت أعظم محامية في كارولينا الجنوبية.
بعد الانتهاء من دراستها، توسلت سارة والديها للسماح لها بأن تصبح عرابة أنجيلينا. وأصبحت قدوةً يُحتذى به لأختها الأصغر سنًا، وكانت الشقيقتان تتمتعان بعلاقة وثيقة طوال حياتهما. وغالبًا ما سمت أنجلينا سارة «أمي».
أيدت سارة إلغاء قانون العبودية في عام 1835.

## نشاطهما الاجتماعي
كانت سارة في السادسة والعشرين من عمرها عندما رافقت والدها، الذي كان بحاجة إلى عناية طبية، إلى فيلادلفيا، بنسلفانيا، حيث تعرفت على الكويكرز. كان لدى الكويكرز آراء ليبرالية فيما يتعلق بالعبودية والمساواة بين الجنسين، وكانت سارة مفتونة بإخلاصهم وببساطتهم الدينية، وكذلك رفضهم لعدم المساواة بين الجنسين والعبودية. اضطرت سارة بسبب وفاة والدها، إلى مغادرة فيلادلفيا في عام 1818 والعودة إلى تشارلستون، حيث ترسّخت وجهات نظرها المؤيدة لإلغاء عقوبة الإعدام، وأثر ذلك على آراء أنجلينا أيضًا.
غادرت سارة تشارلستون لفترةٍ قصيرةٍ في وقتٍ لاحق وانتقلت إلى فيلادلفيا، وانضمت إليها أنجلينا في عام 1829. أصبحت الأختان مشاركتان نشطتان في فرقة الكويكرز. كتبت أنجلينا في عام 1853، خطابًا إلى ويليام لويد جاريسون، محرر وناشر في جريدة «المحرر»، الذي نشر الخطاب لاحقًا دون علمها. نظرًا لكون الكويكرز في ذلك الوقت صارمين فيما يخص الأخلاق التقليدية، ويحترمون كذلك جميع الأفراد واختلافاتهم قبل اتخاذ قرارات جماعية والقيام بإجراءات عامة، فقد وُبخت الأختان على الفور من قبل مجتمع الكويكرز، ولكن كانت تسعى خلفهما حركة إلغاء العبودية. كان على الأختين الاختيار: التراجع ليعدن عضوين تحت إشراف قوانين مجتمع الكويكرز، أو العمل بنشاط لمعارضة العبودية. فاختارتا الأخيرة في النهاية.
تقول أليس س. روسي، «بدا هذا الاختيار وكأنه حرر الشقيقتان اللتان أدركتا بسرعة كبيرة كمية القيود المفروضة على حياتهما. وسرعان ما توسعت طاقاتهما الجسدية والفكرية بالكامل، وكأنهما أصدرا أفكارهما فجأة للملأ بعد فترة طويلة من الإعداد والتحضير». درب ثيودور ويلد -الذي تزوج لاحقًا من أنجيلينا- الأختان على قواعد المعارضة وإلغاء عقوبة الإعدام، لتكونا فصيحتان فتستطيعان النداء بإلغاء هذه العقوبة. أنعشهما التواصل لأول مرة مع الأفراد المتشابهين في التفكير معهما. وُبخت سارة مرة أخرى في عام 1836 من قبل الكويكرز، عندما حاولت مناقشة قانون عقوبة الإعدام والعبودية في إحدى الاجتماعات. تبعًا للمثال السابق للخطيبة الأمريكية الأفريقية، ماريا دبليو ستيوارت من بوسطن، كانت الشقيقتان غريمكي من بين أوائل المتحدثات أمام العامة في الولايات المتحدة. تحدثت الشقيقتان أولاً إلى «حضور اجتماعات صالة الاستقبال»، الذي كان يتألف من نساء فقط، لأن ذلك ما كان يُعتبر مناسبًا آنذاك. تسلل في الكثير من الأحيان العديد من الرجال المهتمين إلى هذه الاجتماعات. اكتسبت الأختان اهتمام الجميع بسبب طبقتهن الاجتماعية وخلفيتهن في الحصول على العبيد، وكونهما تعودان إلى عائلة زارع ثري أيضًا.
نظرًا لجذبهما لجمهور كبير، بدأت الشقيقان غريمكي في التحدث أمام جمهور مختلط (رجالًا ونساءً على حد سواء). لقد تحدّتا الاتفاقات الاجتماعية بطريقتين مختلفتين: بسبب التحدث عن حركة مكافحة الرق في وقت كان المجتمع رافضًا فيه ذلك على نطاق واسع؛ انتُقد العديد من المتحدثين العامين وخاصة الذكور، حول دفاعهم عن هذه القضية من قبل الصحافة. ثانيًا، انتُقد فعلهم الخطابي ذاته، لأنه لم يكن يُعتقد بعد، أن ذلك تصرف مناسب للنساء. كتبت مجموعة من الوزراء رسالة تشير إلى أهمية الكتاب المقدس وتوبخ الأختان على الخروج من «المجال المناسب للمرأة»، الذي تميز حينها بالصمت والتبعية. لقد عرفتا بذلك مدى تعرض النساء للاضطهاد، ودون سلطة، لا يمكن للمرأة معالجة أخطاء المجتمع أو تصحيحها. فأصبحتا نسويتان متحمستان. كتبت أنجيلينا غريمكي أول مسودة لها بعنوان «مناشدة النساء المسيحيات في الجنوب» (1836)، لتشجيع النساء الجنوبيات على الانضمام إلى حركة إلغاء العبودية من أجل الدفاع عن حقوق النساء البيض وكذلك العبيد السود. خاطبت النساء الجنوبيات بأخوية وأسلوب معقول وهادئ. بدأت قصتها بإظهار تعارض العبودية مع إعلان استقلال الولايات المتحدة وتعاليم يسوع. ناقشت الأضرار التي لحقت العبيد والمجتمع. ودعت إلى تعليم العبيد القراءة، وتحرير العبيد الذين يمتلكهم قُرّاؤها. على الرغم من تقييد القوانين الدولية للعبيد وحظر كل من هذه الأفعال، فقد حثت قراءها على تجاهل القوانين غير المشروعة وفعل ما هو صحيح. «العواقب، أصدقائي، لا تنتمي إليكم أكثر مما تنتمي إلى الرسل. واجبنا هو لنا والأحداث فهي للّه. لقد أكملت الجملة من خلال حث قرائها على «النهوض وتهيئة أنفسهم لهذا الصراع الأخلاقي الكبير». أثارت الأختان جدلاً أكبر عندما نشرت سارة «رسالة بولس الرسول إلى رجال الدين في الولايات الجنوبية» (1836) وأعادت أنجلينا نشر «ندائها» في عام 1837. ذهبت الأختان في تلك السنة في جولة لتقديم محاضرات، مخاطبتان الكنائس الأبرشية في الشمال الشرقي. بالإضافة إلى إدانة العبودية، استنكرت الأختان التحيز العرقي. جادلتا علاوة على ذلك، بأن لدى النساء (البيض) رابطة طبيعية مع الإناث من العبيد السود. كانت هاتان الفكرتان الأخيرتان متطرفتين حتى بالنسبة للإلغاء الراديكالي. استمر حديثهما أمام الجمهور حول قضية إلغاء العبودية سببًا في توجيه النقد لهما، لكن هذا جعل كل هجوم الشقيقتان غريمكي أكثر تصميمًا.